# Stephen Sackur
Stephen John Sackur (nacido el 9 de enero de 1964) es un periodista inglés que presenta HARDtalk, un programa de entrevistas de actualidad en BBC World News y BBC News Channel. También fue el principal presentador de los viernes de GMT en BBC World News. Durante quince años, fue corresponsal extranjero de la BBC.

## Primeros años y educación
Sackur nació en Spilsby, Lincolnshire, Inglaterra. Fue educado en King Edward VI Grammar School, Spilsby, y Emmanuel College, Cambridge, donde obtuvo una licenciatura con honores en historia, y luego se unió a la Escuela de Gobierno John F. Kennedy de la Universidad de Harvard como Henry Fellow .

## Carrera
Sackur comenzó a trabajar en la BBC como aprendiz en 1986, y en 1990 fue designado como uno de sus corresponsales de asuntos exteriores. Como corresponsal de BBC Radio, Sackur informó sobre la Revolución de Terciopelo de Checoslovaquia en 1989 y la reunificación de Alemania en 1990. Durante la Guerra del Golfo, formó parte de un equipo de la BBC que cubría el conflicto y pasó ocho semanas como periodista integrado en el ejército británico. Al final de la guerra, fue el primer corresponsal en informar sobre la masacre del ejército iraquí en retirada en la carretera que salía de Kuwait.
Sackur estuvo basado en El Cairo, Egipto, entre 1992 y 1995 como corresponsal de la BBC en el Medio Oriente y luego se mudó a Jerusalén en 1995 hasta 1997. Cubrió tanto el asesinato del primer ministro israelí Yitzhak Rabin como el crecimiento de la Autoridad Palestina bajo Yasser Arafat .
Entre 1997 y 2002 fue nombrado corresponsal de la BBC en Washington y cubrió el escándalo Lewinsky . Más tarde cubrió las elecciones presidenciales de Estados Unidos en 2000 y entrevistó al presidente George W. Bush.
En 2005, Sackur reemplazó a Tim Sebastian como presentador habitual del programa de noticias HARDtalk de la BBC. Desde entonces ha entrevistado al presidente Hugo Chávez de Venezuela, al presidente Teodoro Obiang de Guinea Ecuatorial, al presidente Thein Sein de Birmania y a otros. También ha entrevistado a figuras culturales como Gore Vidal, Annie Lennox, Charlize Theron, Vladimir Ashkenazy y William Shatner .
Sackur fue nombrada "Personalidad de la televisión internacional del año" por la Asociación para la radiodifusión internacional (AIB) en noviembre de 2010.
Fue nominado como "Locutor del año" en los Sony Radio Awards 2013.
En julio de 2018, Sackur recibió un Doctorado Honorario de la Universidad de Warwick.